# Doug Liman
Doug Liman (ur. 24 lipca 1965 w Nowym Jorku) – amerykański reżyser i producent filmowy, znany głównie z filmów: Tożsamość Bourne’a, Pan i pani Smith oraz Jumper.

## Życiorys

### Wczesne lata
Doug Liman jest synem Artura L. Limana, nowojorskiego prawnika znanego ze swojej działalności publicznej, m.in. był głównym doradcą podczas senackich przesłuchań w sprawie afery Iran-Contras.
Liman zaczął kręcić filmy krótkometrażowe będąc jeszcze w junior high school (odpowiednik polskiego gimnazjum). Uczęszczał do International Center of Photography w Nowym Jorku. Studiując na Uniwersytecie Browna, pomagał założyć studencką telewizję kablową BTV i był jej pierwszym kierownikiem. Liman był słuchaczem programu dla absolwentów na Uniwersytecie Południowej Kalifornii i wówczas, w roku 1993, został zainspirowany do stworzenia swojego pierwszego projektu, komediowego thrillera Getting In.

### Kariera zawodowa
Liman został przydzielony do wyreżyserowania filmu Swingers po tym jak jego scenarzysta Jon Favreau odrzucił oferty studia, które chciało zaangażować znanych aktorów. Liman zaś, zgodził się obsadzić Favreau i jego kolegów (Vince Vaughn, Ron Livingston i Patrick Van Horn) w tej komedii o zmaganiach aktorów w barach w Los Angeles. W rezultacie za 250 tys. USD powstał głośny film, który stał się niespodziewanym hitem. Dodatkowo film rozpoczął kariery występujących w nim aktorów.
Kolejny film Limana, Go, opowiada historię jednej nocy z trzech różnych punktów widzenia, powstają więc trzy wątki, które przeplatają się ze sobą. Przy tym projekcie Liman, oprócz reżysera, pełnił też funkcję operatora zdjęć. Film, którego budżet wyniósł 6,5 mln USD, zarobił na świecie 28,4 mln USD.
W 1999, Liman nakręcił reklamę dla Nike, w której Tiger Woods, bez upuszczania piłeczki na ziemię, podbijał ją wielokrotnie swoim kijem golfowym, po czym mocnym uderzeniem posłał ją w dal.
Sukces Limana pogłębił się, gdy rozpoczął pracę przy filmie sensacyjnym Tożsamość Bourne’a opartym na bestsellerowej powieści Roberta Ludluma. Filmowi, przygotowanemu przez Limana, brakowało ciągłości akcji i nie usatysfakcjonował on badanych młodych mężczyzn, dlatego Universal Studios, kazał mu nakręcić prawie 20 minut scen zastępczych. Liman, pozostał przy kręceniu kolejnych części przygód Bourne’a (Krucjata Bourne’a, Ultimatum Bourne’a), jednak już jako producent wykonawczy, podczas gdy obowiązki reżysera w obu filmach przejął Paul Greengrass. Dzięki swoim sukcesom, Liman został producentem wykonawczym oraz wyreżyserował tzw. pilot i drugi odcinek serialu obyczajowego Życie na fali, emitowanego w czasie najwyższej oglądalności przez telewizję FOX.
Liman wyprodukował i wyreżyserował serię komedii krótkometrażowych dla Chryslera i Festiwalu Filmowego w Cannes, zatytułowaną Indie Is Great.
Doug Liman wyreżyserował również Pan i pani Smith, komedię sensacyjną o coraz bardziej oddalającym się od siebie małżeństwie, dwojga zawodowych morderców, którzy zostali wynajęci, aby pozabijać się nawzajem. Film okazał się sukcesem komercyjnym, w dużej mierze dzięki pozaplanowym romansem głównych aktorów: Bradem Pittem i Angeliną Jolie, którzy bardzo się zbliżyli po nakręceniu filmu. W 2005 Liman zgodził się wyreżyserować pilot serialu telewizji NBC, pt. Heist, który opowiada o długo planowanym skoku na trzy zakłady jubilerskie w Beverly Hills przy luksusowej Rodeo Drive.
W 2008, na ekranach kin pojawiła się adaptacja filmowa powieści science fiction Stevena Goulda, Jumper, w reżyserii Limana.

## Filmografia
- 1985: Getting In
- 1996: Swingers
- 1999: Go
- 2002: Tożsamość Bourne’a (The Bourne Identity)
- 2005: Pan i pani Smith (Mr. & Mrs. Smith)
- 2008: Jumper
- 2010: Uczciwa gra (Fair Game)
- 2014: Na skraju jutra (Edge of Tomorrow)
- 2017: The Wall
- 2017: Barry Seal: Król przemytu (American Made)
- 2021: Skazani na siebie (Locked Down)
- 2021: Ruchomy chaos (Chaos Walking)
- 2024: Road House
- 2024: Podżegacze (The Instigators)